# インヴェルノ・エ・モンテレオーネ
インヴェルノ・エ・モンテレオーネ（伊: Inverno e Monteleone）は、イタリア共和国ロンバルディア州パヴィーア県にある、人口約1,500人の基礎自治体（コムーネ）。

## 地理

### 位置・広がり

#### 隣接コムーネ
隣接するコムーネは以下の通り。括弧内のLOはローディ県所属を示す。
- コルテオローナ・エ・ジェンツォーネ
- ジェレンツァーゴ
- ミラドーロ・テルメ
- サンタンジェロ・ロディジャーノ (LO)
- サンタ・クリスティーナ・エ・ビッソーネ
- ヴィッランテーリオ

### 気候分類・地震分類
気候分類では、zona E, 2628 GGに分類される。
また、イタリアの地震リスク階級 (it) では、zona 3 (sismicità bassa) に分類される
。

## 行政

### 分離集落
インヴェルノ・エ・モンテレオーネには、以下の分離集落（フラツィオーネ）がある。
- Monteleone, Cascine San Giuseppe, Cascine di Sotto